# Kayleigh McEnany
Kayleigh McEnany (/ˈkeɪli ˈmækənɛni/; Tampa, Florida, 18 de abril de 1988) es una comentarista política, abogada y autora estadounidense, que se desempeñó como Secretaria de Prensa de la Casa Blanca desde abril de 2020 hasta el 20 de enero de 2021.
Graduada de la Universidad de Georgetown y la Universidad de Harvard, comenzó su carrera en los medios como productora de Huckabee en Fox News y luego trabajó como comentarista en CNN. En 2017, fue nombrada portavoz nacional del Comité Nacional Republicano y el 7 de abril de 2020, fue nombrada Secretaria de Prensa de la Casa Blanca en la administración Trump.
Al comienzo de las elecciones presidenciales de 2016, criticaba al entonces candidato Trump, calificando sus comentarios sobre los inmigrantes mexicanos como "racistas" y sugiriendo que era "poco auténtico" llamarlo republicano. Sin embargo, durante la campaña, se convirtió en una acérrima comentarista pro Trump. En su primera aparición como secretaria de prensa de Trump, prometió que nunca mentiría.

## Primeros años
Nacida y criada en Tampa, Florida, McEnany es hija del dueño de una compañía de techado Michael McEnany y Leanne McEnany. McEnany asistió a  Academy of the Holy Names, una escuela preparatoria católica en Tampa. Después de graduarse, se especializó en política internacional en la School of Foreign Service de la Universidad de Georgetown en Washington D. C. y estudió en el extranjero en St Edmund Hall, Oxford. Mientras estaba en Oxford, aprendió política del futuro secretario británico del Interior, Nick Thomas-Symonds. Después de graduarse de Georgetown, McEnany pasó tres años como productora en el Mike Huckabee Show.
A partir de ahí, McEnany se matriculó en la Facultad de Derecho de la Universidad de Miami, antes de transferirse a la Facultad de Derecho de Harvard. Huckabee dijo que "una de las razones por las que [McEnany] fue a la facultad de derecho fue porque no vio que iba a tener una oportunidad en el aire en Fox a corto plazo". En la Facultad de Derecho de Miami, McEnany recibió el Premio Bruce J. Winick a la Excelencia, una beca otorgada a estudiantes en el 1% superior de su clase. Se graduó de Harvard en 2016.

## Carrera
Como estudiante universitaria, McEnany realizó una pasantía para varios políticos, incluidos Tom Gallagher, Adam Putnam y George W. Bush, y luego trabajó en la Oficina de Comunicaciones de la Casa Blanca, donde escribió informes para los medios.

### Roles mediáticos
Mientras estaba en la facultad de derecho, McEnany apareció en CNN como comentarista pagada y, aunque inicialmente no era partidaria de Donald Trump, ella lo apoyó en las elecciones presidenciales de 2016. Sin embargo, a principios de 2015, antes de convertirse en un partidaria de Trump, McEnany fue muy crítica de él, declarando en CNN y Fox Business que "Donald Trump ha demostrado ser un 'showman'" y que era "desafortunado" y "no auténtico" llamarlo republicano. McEnany calificó sus comentarios sobre los inmigrantes mexicanos como "racistas". Ella comenzó a apoyar a Trump después de recibir consejos sobre cócteles de Michael Marcantonio, un compañero asociado de verano en un bufete de abogados y un demócrata. Él le dijo; "Donald Trump va a ser tu nominado, y si 'una joven rubia, inteligente y graduada de Harvard' quisiera aparecer en televisión y tener una carrera como experta política, sería prudente ser una de las primeras patrocinadoras". Según The Guardian, ella tomó este consejo.
El 5 de agosto de 2017, McEnany dejó su puesto en CNN. Al día siguiente, organizó una transmisión web de 90 segundos, Real News Update en la página personal de Facebook de Trump. Elogió al presidente en todo el segmento, diciendo que había traído la "verdadera noticia" al pueblo estadounidense.
El exempleador Mike Huckabee la ha llamado "investigadora meticulosa" y "extraordinariamente preparada". Van Jones, comentarista de CNN y activista liberal que trabajó con ella en CNN notó su rápido éxito laboral: "No estoy tratando de defender el mensaje, pero espero que la gente pueda reconocer que hay muy pocas personas en cualquiera de las partes que puedan logran lo que Kayleigh ha logrado en tan poco tiempo... La gente sigue tomándola a la ligera, y siguen lamentando".

### La estratega política republicana
McEnany ha estado estrechamente asociada con el Partido Republicano desde que estaba en la universidad. Fue crítica con la presidencia de Obama, y en 2012 publicó varios tuits cuestionando el lugar de nacimiento de Obama, haciendo eco del movimiento teórico de conspiración sobre su nacimiento. En 2012, McEnany tuiteó sobre el medio hermano de Obama, Malik Obama, que vive en Kenia: "Cómo Conocí a tu hermano -No importa, olvidé que todavía está en esa cabaña en Kenia ".

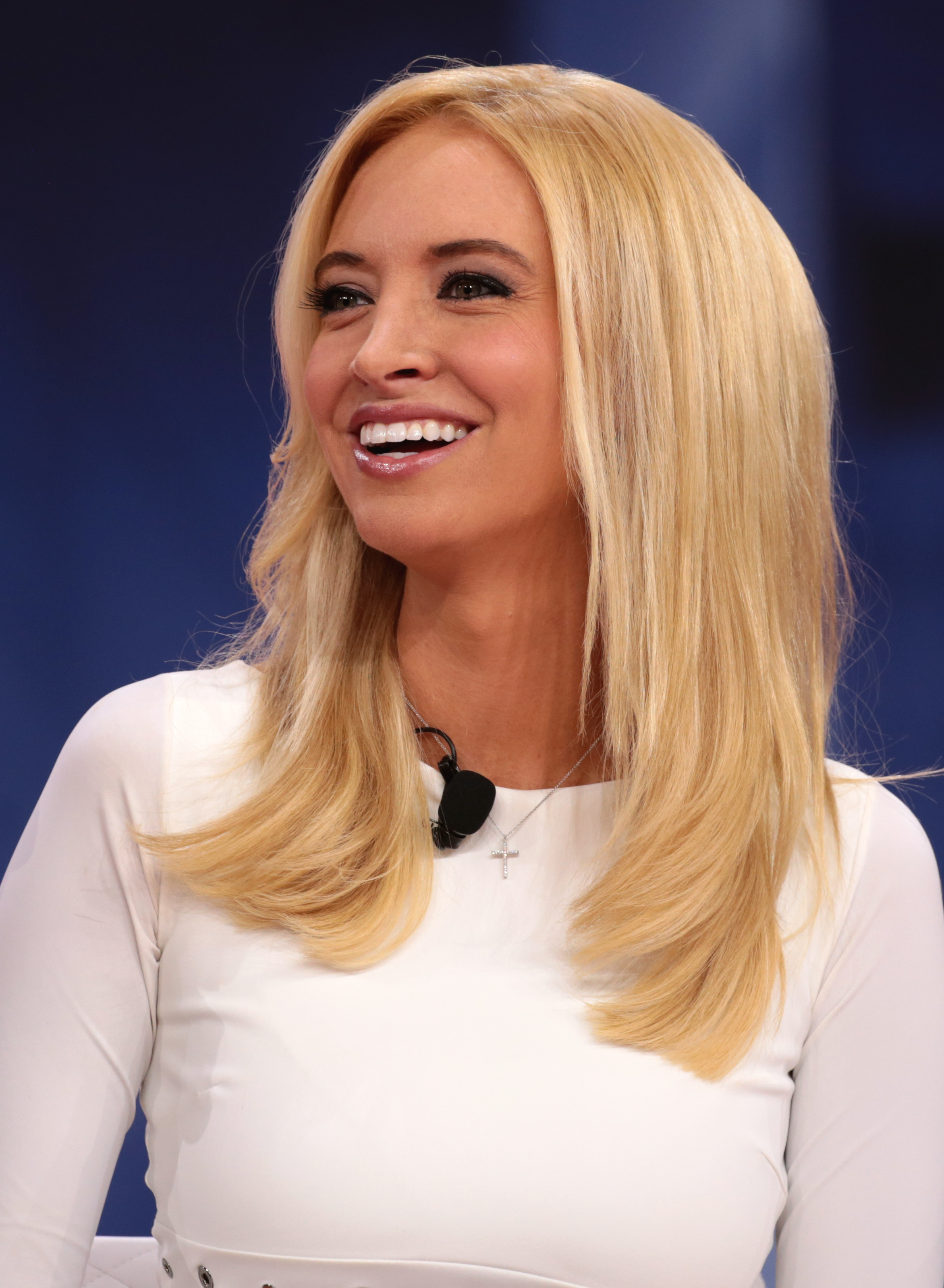
Kayleigh McEnany hablando en la Conferencia de Acción Política Conservadora (CPAC) de 2018 en National Harbor, Maryland

En 2017, respondió a las afirmaciones de que era hipócrita de Trump visitar su campo de golf mientras era presidente al afirmar erróneamente que el presidente Obama se apresuró a un juego de golf después de la decapitación de Daniel Pearl en 2002. Obama era un senador estatal en el momento del asesinato de Pearl. McEnany luego se disculpó por el comentario y señaló que Obama fue a jugar golf después del asesinato en 2014 de otro periodista James Foley que fue decapitado por ISIS en Siria. Obama, que estaba de vacaciones en Martha's Vineyard en ese momento, admitió que debería haber "anticipado la óptica" del golf inmediatamente después de hacer un comunicado de prensa sobre la muerte de Foley.
El 7 de agosto de 2017, el Comité Nacional Republicano (RNC) nombró a McEnany como su portavoz nacional. En 2017, como portavoz de RNC, McEnany apoyó a Trump en medio de una reacción bipartidista en respuesta a los comentarios del presidente sobre una manifestación de supremacistas blancos en Charlottesville, Virginia, en la que sugirió que los supremacistas y contraprotestantes blancos compartían la culpa de la violencia; en un Tuit, McEnany escribió que el Partido Republicano apoyaba el "mensaje de amor e inclusión" del presidente.
A pesar de la historia bien documentada de Trump de declaraciones falsas y engañosas, en agosto de 2019, McEnany le dijo a Chris Cuomo de CNN: "No creo que el presidente haya mentido". La periodista Elizabeth Williamson opinó "su defensa de su jefe, y sus castigaciones de la prensa: parecen no ser perturbadas por las narrativas cambiantes de Trump, (sus) rupturas de la lógica y (sus) vuelos de fantasía ".
En las semanas previas a su nombramiento como secretaria de prensa de la Casa Blanca, McEnany elogió el manejo de Trump de la pandemia COVID-19 y dijo: "Este presidente siempre pondrá a Estados Unidos primero, siempre protegerá a los ciudadanos estadounidenses. No veremos enfermedades como el coronavirus, no veremos terrorismo, y ¿no es tan refrescante compararlo con la terrible presidencia de Barack Obama?". En una entrevista radial en el "programa de Pat Miller" el 11 de marzo, dijo McEnany Los demócratas estaban tratando de "politizar" el coronavirus y que los demócratas estaban casi "apoyando este resultado".
En las semanas siguientes, McEnany fue criticada por sus comentarios. En un artículo de USA Today, el autor Grant Stern dijo que "Kayleigh McEnany viene a la Casa Blanca con nuevos 'hechos alternativos' sobre el coronavirus. El resto del mundo los llama mentiras". McEnany respondió que las críticas eran "un giro ridículo".

### Secretaria de prensa de la Casa Blanca

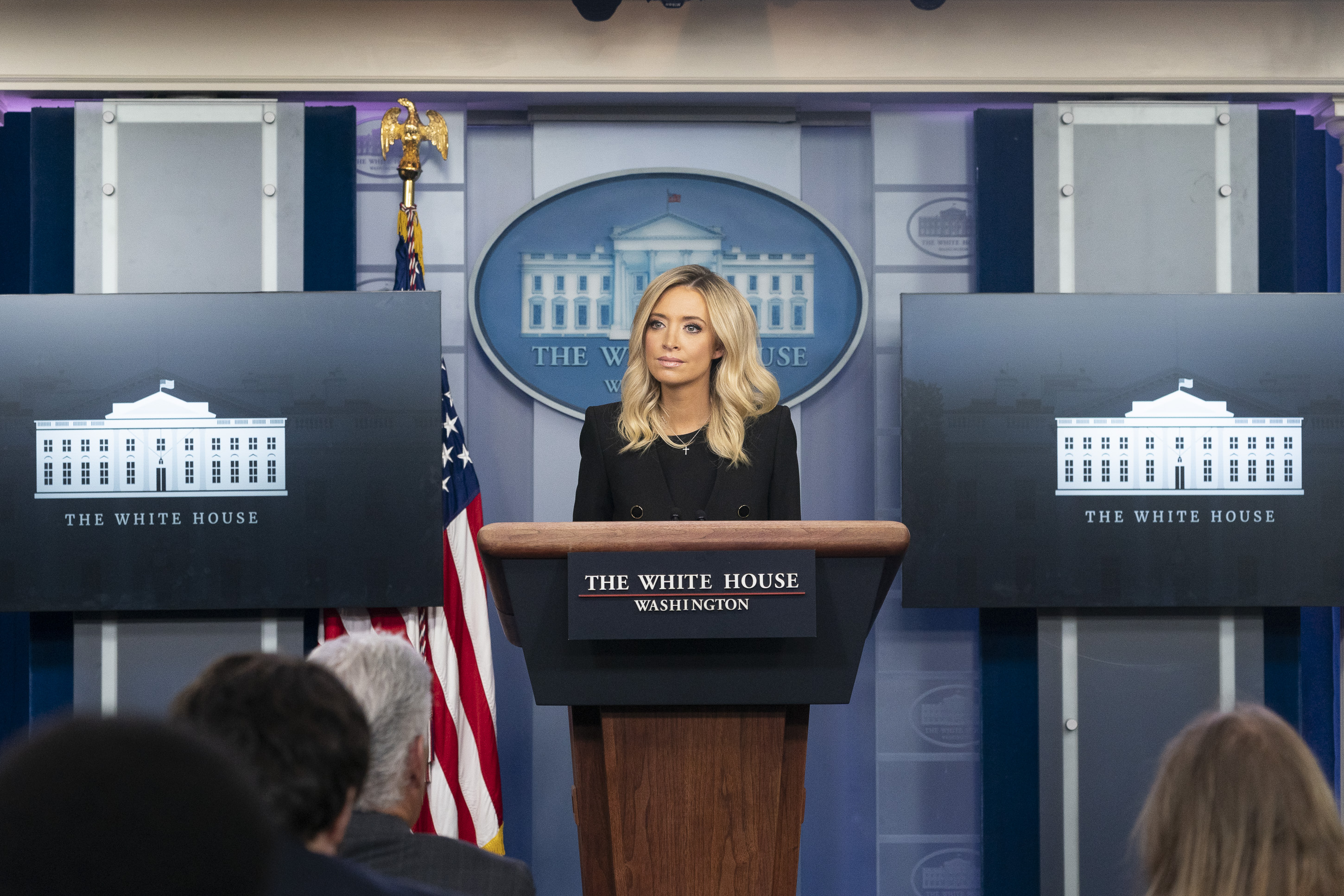
McEnany en una conferencia de prensa en mayo de 2020

Después de que Mark Meadows reemplazó a Mick Mulvaney como Jefe de Gabinete de la Casa Blanca en abril de 2020, el primer cambio de personal de Meadows fue contratar a McEnany como Secretaria de Prensa de la Casa Blanca el 7 de abril de 2020, que se anunció oficialmente al día siguiente. Stephanie Grisham, quien había desempeñado el cargo y como directora de comunicaciones de la Casa Blanca desde junio de 2019, se convirtió en la jefa de gabinete y portavoz de Melania Trump.
Dos meses después de su mandato, Associated Press escribió sobre McEnany, que "dejó en claro en su primera sesión informativa que está dispuesta a defender la opinión de su jefe sobre sí misma y sus declaraciones más flagrantes".
En abril de 2020, McEnany defendió la afirmación de Trump de que la Organización Mundial de la Salud había mostrado un "claro sesgo hacia China" y dijo que la OMS puso en riesgo a los estadounidenses al "repetir las afirmaciones inexactas vendidas por China durante la pandemia de coronavirus" y "oponerse a las restricciones de viaje de Estados Unidos que salvan vidas".
Cuando Trump fue criticado por expertos por sugerir en una conferencia de prensa que el coronavirus podría tratarse con inyecciones desinfectantes, McEnany dijo que los comentarios del presidente se tomaron fuera de contexto. Más tarde, Trump dijo que estaba haciendo una pregunta sarcástica, aunque en su declaración no había indicios de que estuviera haciendo una broma.
El 1 de mayo de 2020, como parte de su primera conferencia de prensa pública, una reportera de Associated Press le preguntó a McEnany: "¿Prometerás nunca mentirnos desde ese podio?" McEnany respondió: "Nunca les mentiré. Tienen mi palabra al respecto". Sobre el tema de las respuestas de Trump a la pandemia de coronavirus, afirmó: "Este presidente siempre se ha puesto del lado de los datos". En respuesta a las acusaciones de mala conducta sexual de Trump, McEnany dijo: "Siempre ha dicho la verdad". 
En medio de los informes del 8 de mayo de 2020 de que la Casa Blanca estaba "postergando" el lanzamiento de las pautas de reapertura de COVID-19, McEnany dijo que las pautas no habían sido aprobadas por Robert Redfield, director de los Centros para el Control y Prevención de Enfermedades (CDC). Tras los informes de Associated Press de que Redfield había autorizado previamente la publicación de la guía, Redfield abordó el tema personalmente, diciendo que los documentos todavía estaban en "borrador" y habían sido liberados para "revisión entre agencias", no para difusión pública. Esa misma semana, Obama, en una llamada telefónica privada con miembros de su administración anterior, describió la respuesta de la administración Trump a la crisis del coronavirus como "un desastre caótico absoluto". McEnany respondió al día siguiente proporcionando una declaración a CNN alegando que, por el contrario, "la respuesta no ha tenido precedentes y ha salvado vidas estadounidenses".
En mayo de 2020, McEnany defendió la falsa acusación de Trump de que Joe Scarborough había asesinado a una persona, sin ofrecer evidencia en apoyo de la acusación. El mismo mes, McEnany defendió las afirmaciones que hizo Trump sobre los peligros del voto por correo, repitiendo las afirmaciones inexactas del presidente de que votar por correo tiene una "alta propensión al fraude electoral". La propia McEnany ha votado por correo 11 veces en 10 años.
En junio de 2020, defendió la decisión de la administración de Trump de eliminar por la fuerza a los manifestantes pacíficos usando latas de humo, bolas de pimienta, escudos antidisturbios, porras, oficiales a caballo y balas de goma para que Trump pudiera organizar una sesión de fotos frente a la Iglesia Episcopal de San Juan, Lafayette Square en Washington. Ella comparó la acción de Trump con la de Winston Churchill caminando por las calles para examinar el daño de las bombas durante la Segunda Guerra Mundial. Cuando el general Jim Mattis, exsecretario de Defensa de la administración Trump, condenó la acción de Trump, McEnany describió los comentarios de Mattis como "poco más que un truco autopromocional para apaciguar a la élite de DC".

## Vida personal
McEnany se casó con Sean Gilmartin, un lanzador del equipo de béisbol Tampa Bay Rays, en noviembre de 2017. La pareja tiene una hija, Blake, nacida en noviembre de 2019. Debido a una mutación BRCA que la puso en alto riesgo de desarrollar cáncer de seno, McEnany se sometió a una mastectomía doble preventiva en 2018.

## Libros
- The New American Revolution: The Making of a Populist Movement (2018)